# Eccellenza Campania 2010-2011
L'Eccellenza Campania 2010-2011 è stato il ventesimo campionato di calcio italiano di categoria. Rappresentava il sesto livello del calcio italiano ed il primo a livello regionale.

## Stagione

### Novità
La stagione di Eccellenza Campania 2009-2010 si concluse con la promozione in Serie D di Atletico Nola, Battipagliese, Ebolitana, la retrocessione in Promozione di Parete, Atletico Puteolana, Baia 2006, Striano, Felice Scandone Montella e il ritiro prematuro dal campionato del Savoia. L'unica squadra campana retrocessa dalla Serie D, il Bacoli Sibilla Flegrea, venne ripescata, mentre dalla categoria inferiore furono promosse Isola di Procida, Atletico Nocera (il cui titolo sportivo fu trasferito a Mercato San Severino e rilevato dalla Sanseverinese), Sarnese, Serre Alburni, Sanità e Baratta. Dato il ripescaggio in Serie D di Arzanese e Vis Nocera Superiore, la differenza tra ammissioni e retrocessioni in Serie D e la mancata iscrizione di Giugliano e Real Irpinia, si rese necessario il ricorso alle riammissioni. Le società ammesse furono Faiano, San Vitaliano, Real Volturno, Striano, Calpazio, Palmese e Sporting Salerno (ex Baia 2006).

### Formula
Come nelle precedenti edizioni l'Eccellenza Campana fu divisa in due gironi da 16 squadre ciascuno. Le squadre si affrontarono in gare di andata e ritorno, per un totale di 30 incontri per squadra. Venivano assegnati tre punti per la vittoria, uno per il pareggio e zero per la sconfitta. La composizione dei gironi fu ricavata attraverso criteri geografici: nel girone A parteciparono squadre dell'hinterland napoletano, della provincia di Benevento e della provincia di Caserta; nel girone B parteciparono squadre della provincia di Salerno e della provincia di Avellino, più una compagine del napoletano.
Al termine della stagione regolare la vincitrice di ciascun girone era ammessa in Serie D. Erano previsti play-off in due turni, giocati in casa della meglio piazzata, che coinvolgevano le squadre dal secondo al quinto posto di ciascun girone; tuttavia, in caso di distacco tra due contendenti superiore ad otto punti, l'intero turno di play-off non veniva effettuato e le squadre meglio classificate accedevano al turno successivo. La formula dei play-off prevedeva il passaggio al turno successivo per la vincente dell'incontro, oppure della meglio classificata in caso di risultato di parità dopo 120 minuti. La vincitrice dei play-off di girone era ammessa alla fase nazionale dei play-off (altri due turni) per l'ammissione alla Serie D.
Per quanto riguarda le retrocessioni, l'ultima classificata di ciascun girone retrocedeva direttamente in Promozione. Per determinare le ulteriori retrocessioni, erano previsti dei play-out a turno unico, giocati in casa della meglio piazzata, tra dodicesima e quindicesima e tra tredicesima e quattordicesima di ciascun girone; tuttavia, in caso di distacco tra due contendenti superiore ad otto punti, l'intero turno di play-out non veniva effettuato e le squadre peggio classificate retrocedevano nella categoria inferiore. La formula dei play-out prevedeva la retrocessione della perdente dell'incontro, oppure della peggio classificata in caso di risultato di parità dopo 120 minuti.

## Girone A

### Squadre partecipanti
| Club                      | Città                         | Stadio                           | Stagione 2009-2010           |
| ------------------------- | ----------------------------- | -------------------------------- | ---------------------------- |
| Alba Sannio               | Durazzano (BN)                | Stadio Francesco Razzano         | 11° in Eccellenza Campania/A |
| CTL Campania              | Napoli                        | Stadio Dietro la Vigna           | 4° in Eccellenza Campania/A  |
| G. Ferrini Benevento      | Benevento (BN)                | Stadio Gennaro Meomartini        | 11° in Eccellenza Campania/B |
| Gladiator                 | Santa Maria Capua Vetere (CE) | Stadio Mario Piccirillo          | 7° in Eccellenza Campania/A  |
| Internapoli Camaldoli     | Napoli                        | Campo Sportivo Kennedy A         | 2° in Eccellenza Campania/A  |
| Isola di Procida          | Procida (NA)                  | Stadio Mario Spinetti            | 1° in Promozione Campania/A  |
| Libertas Stabia           | Castellammare di Stabia (NA)  | Stadio Romeo Menti               | 6° in Eccellenza Campania/A  |
| Monte di Procida Cappella | Monte di Procida (NA)         | Stadio Vezzuto-Marasco           | 10° in Eccellenza Campania/A |
| Quarto                    | Quarto (NA)                   | Stadio Castrese Giarrusso        | 5° in Eccellenza Campania/A  |
| Real Volturno             | Alvignano (CE)                | Stadio Comunale di Alvignano     | 3° in Promozione Campania/A  |
| Rita Ercolano             | Ercolano (NA)                 | Stadio Raffaele Solaro           | 13° in Eccellenza Campania/A |
| Sanità                    | Napoli                        | Stadio San Gennaro dei Poveri    | 3° in Promozione Campania/B  |
| San Vitaliano             | San Vitaliano (NA)            | Stadio Comunale di San Vitaliano | 8° in Promozione Campania/B  |
| Stasia                    | Sant'Anastasia (NA)           | Stadio Agostino De Cicco         | 8° in Eccellenza Campania/A  |
| Striano                   | Striano (NA)                  | Stadio Mulitiello                | 14° in Eccellenza Campania/B |
| Virtus Volla              | Volla (NA)                    | Stadio Paolo Borsellino          | 12° in Eccellenza Campania/A |

### Classifica finale
|  | Pos. | Squadra                | Pt | G  | V  | N  | P  | GF | GS | DR  |
|  | ---- | ---------------------- | -- | -- | -- | -- | -- | -- | -- | --- |
|  | 1.   | CTL Campania           | 67 | 30 | 20 | 7  | 3  | 51 | 15 | +36 |
|  | 2.   | Virtus Volla           | 52 | 30 | 15 | 7  | 8  | 42 | 30 | +12 |
|  | 3.   | Internapoli Camaldoli  | 49 | 30 | 13 | 10 | 7  | 41 | 27 | +14 |
|  | 4.   | Libertas Stabia        | 47 | 30 | 13 | 8  | 9  | 45 | 33 | +12 |
|  | 5.   | Alba Sannio            | 46 | 30 | 13 | 10 | 7  | 49 | 37 | +12 |
|  | 6.   | Monte Procida Cappella | 43 | 30 | 10 | 13 | 7  | 47 | 39 | +8  |
|  | 6.   | Sanità                 | 43 | 30 | 10 | 13 | 7  | 33 | 28 | +5  |
|  | 8.   | Real Volturno          | 38 | 30 | 10 | 8  | 12 | 45 | 46 | -1  |
|  | 9.   | Quarto                 | 37 | 30 | 9  | 10 | 11 | 42 | 41 | +1  |
|  | 9.   | Isola di Procida       | 37 | 30 | 9  | 10 | 11 | 41 | 44 | -3  |
|  | 11.  | Gladiator              | 36 | 30 | 8  | 12 | 10 | 42 | 45 | -3  |
|  | 12.  | G. Ferrini Benevento   | 33 | 30 | 9  | 6  | 15 | 35 | 55 | -20 |
|  | 13.  | San Vitaliano          | 29 | 30 | 6  | 11 | 13 | 32 | 48 | -16 |
|  | 14.  | Striano                | 29 | 30 | 5  | 14 | 11 | 24 | 37 | -13 |
|  | 15.  | Stasia                 | 28 | 30 | 6  | 10 | 14 | 37 | 51 | -14 |
|  | 16.  | Rita Ercolano          | 24 | 30 | 5  | 9  | 16 | 33 | 63 | -30 |

Legenda:

      Promosse in Serie D 2011-2012.

      Retrocesse in Promozione 2011-2012.

      Non iscritta alla stagione successiva.

Note:

Tre punti a vittoria, uno a pareggio, zero a sconfitta.
- Alba Sannio penalizzata di 3 punti.

### Spareggi

#### Play-off

##### Semifinali
| Squadra 1             | Risultato | Squadra 2       |
| --------------------- | --------- | --------------- |
| Virtus Volla          | 0 - 0     | Alba Sannio     |
| Internapoli Camaldoli | 1 - 1     | Libertas Stabia |

| Volla 8 maggio 2011 | Virtus Volla | 0 – 0 | Alba Sannio |  |

| Napoli 8 maggio 2011 | Internapoli Marano | 1 – 1 | Libertas Stabia |  |

##### Finale
| Squadra 1    | Risultato | Squadra 2             |
| ------------ | --------- | --------------------- |
| Virtus Volla | 0 - 1     | Internapoli Camaldoli |

| Volla 15 maggio 2011 | Virtus Volla | 0 – 1 | Internapoli Marano |  |

#### Play-out
| Squadra 1            | Risultato | Squadra 2 |
| -------------------- | --------- | --------- |
| G. Ferrini Benevento | 2 - 1     | Stasia    |
| San Vitaliano        | 0 - 1     | Striano   |

| Benevento 8 maggio 2011 | G. Ferrini Benevento | 2 – 1 | Stasia |  |

| San Vitaliano 8 maggio 2011 | San Vitaliano | 0 – 1 | Striano |  |

### Verdetti finali
- CTL Campania e, dopo i play-off nazionali, Internapoli Camaldoli promosse in Serie D.
- Rita Ercolano e, dopo i play-out, San Vitaliano retrocesse in Promozione.
- Alba Sannio non iscritta alla stagione successiva.
- Stasia inizialmente retrocesso in Promozione, viene successivamente ripescato.

## Girone B

### Squadre partecipanti
| Club             | Città                     | Stadio                                 | Stagione 2009-2010                                           |
| ---------------- | ------------------------- | -------------------------------------- | ------------------------------------------------------------ |
| Agropoli         | Agropoli (SA)             | Stadio Raffaele Guariglia              | 5° in Eccellenza Campania/B                                  |
| Baratta          | Battipaglia (SA)          | Stadio Sant'Anna                       | 2° in Promozione Campania/D                                  |
| Calpazio         | Capaccio (SA)             | Stadio Tenente M. Vaudano              | 4° in Promozione Campania/D                                  |
| Campagna         | Campagna (SA)             | Stadio Dony Rocco                      | 6° in Eccellenza Campania/B                                  |
| Faiano           | Pontecagnano Faiano (SA)  | Stadio 23 giugno 1978                  | 7° in Promozione Campania/B                                  |
| Gelbison         | Vallo della Lucania (SA)  | Stadio Giovanni Morra                  | 7° in Eccellenza Campania/B                                  |
| Ippogrifo Sarno  | Sarno (SA)                | Stadio Felice Squitieri                | 4° in Eccellenza Campania/B                                  |
| Palmese          | Palma Campania (NA)       | Stadio Comunale di Palma Campania      | 3° in Promozione Campania/C                                  |
| Real Poseidon    | San Valentino Torio (SA)  | Stadio Comunale di San Valentino Torio | 8° in Eccellenza Campania/B                                  |
| Sanseverinese    | Mercato San Severino (SA) | Stadio Superga                         | 1° in Promozione Campania/B (come Atletico Nocera)           |
| Sarnese          | Sarno (SA)                | Stadio Felice Squitieri                | 1° in Promozione Campania/C                                  |
| Serino           | Serino (AV)               | Stadio Salvatore Mariconda             | 9° in Eccellenza Campania/B                                  |
| Serre Alburni    | Serre (SA)                | Stadio Attilio Conforti                | 1° in Promozione Campania/D                                  |
| Solofra          | Solofra (AV)              | Stadio Agostino Gallucci               | 13° in Eccellenza Campania/B                                 |
| Sporting Salerno | Salerno                   | Stadio 28 settembre 1943 (Scafati)     | 12° in Eccellenza Campania/B (come Baia 2006)                |
| Vis San Giorgio  | Castel San Giorgio (SA)   | Stadio Domenico Sessa                  | 10° in Eccellenza Campania/B (come Paestum Città dei Templi) |

### Classifica finale
|  | Pos. | Squadra          | Pt | G  | V  | N  | P  | GF | GS | DR  |
|  | ---- | ---------------- | -- | -- | -- | -- | -- | -- | -- | --- |
|  | 1.   | Serre Alburni    | 71 | 30 | 22 | 5  | 3  | 49 | 12 | +37 |
|  | 2.   | Ippogrifo Sarno  | 67 | 30 | 21 | 4  | 5  | 54 | 26 | +28 |
|  | 3.   | Sarnese          | 62 | 30 | 20 | 2  | 8  | 52 | 22 | +30 |
|  | 4.   | Baratta          | 55 | 30 | 15 | 10 | 5  | 36 | 21 | +15 |
|  | 5.   | Sanseverinese    | 50 | 30 | 14 | 8  | 8  | 38 | 31 | +7  |
|  | 6.   | Sporting Salerno | 45 | 30 | 10 | 15 | 5  | 31 | 22 | +9  |
|  | 7.   | Palmese          | 41 | 30 | 11 | 8  | 11 | 36 | 35 | +1  |
|  | 8.   | Faiano           | 37 | 30 | 10 | 7  | 13 | 24 | 30 | -6  |
|  | 9.   | Vis San Giorgio  | 36 | 30 | 9  | 9  | 12 | 28 | 39 | -11 |
|  | 10.  | Gelbison         | 34 | 30 | 9  | 7  | 14 | 38 | 38 | +0  |
|  | 11.  | Solofra          | 31 | 30 | 9  | 4  | 17 | 20 | 41 | -21 |
|  | 12.  | Real Poseidon    | 30 | 30 | 8  | 6  | 16 | 29 | 40 | -11 |
|  | 13.  | Calpazio         | 29 | 30 | 7  | 8  | 15 | 18 | 39 | -21 |
|  | 14.  | Campagna         | 24 | 30 | 4  | 12 | 14 | 18 | 32 | -14 |
|  | 15.  | Agropoli         | 23 | 30 | 4  | 11 | 15 | 22 | 39 | -17 |
|  | 16.  | Serino           | 22 | 30 | 4  | 10 | 16 | 17 | 43 | -26 |

Legenda:

      Promosse in Serie D 2011-2012.

      Retrocesse in Promozione 2011-2012.

Note:

Tre punti a vittoria, uno a pareggio, zero a sconfitta.

### Spareggi

#### Play-off

##### Semifinali
| Squadra 1       | Risultato | Squadra 2     |
| --------------- | --------- | ------------- |
| Ippogrifo Sarno | -         | Sanseverinese |
| Sarnese         | -         | Baratta       |

|  | Ippogrifo Sarno | – non disputata | Sanseverinese |  |

|  | Sarnese | – non disputata | Baratta |  |

##### Finale
| Squadra 1       | Risultato | Squadra 2 |
| --------------- | --------- | --------- |
| Ippogrifo Sarno | 1 - 2     | Sarnese   |

| Sarno 15 maggio 2011 | Ippogrifo Sarno | 1 – 2 | Sarnese |  |

#### Play-out
| Squadra 1     | Risultato | Squadra 2 |
| ------------- | --------- | --------- |
| Real Poseidon | 1 - 1     | Agropoli  |
| Calpazio      | 3 - 1     | Campagna  |

| San Valentino Torio 8 maggio 2011 | Real Poseidon | 1 – 1 | Agropoli |  |

| Capaccio Scalo 8 maggio 2011 | Calpazio | 3 – 1 | Campagna |  |

### Verdetti finali
- Serre Alburni e, dopo i play-off nazionali, Sarnese promosse in Serie D.
- Serino e, dopo i play-out, Campagna retrocesse in Promozione.
- Baratta e Gelbison[13] non iscritte alla stagione successiva.
- Agropoli inizialmente retrocesso in Promozione, viene successivamente ripescato.